# 京都東インターチェンジ
京都東インターチェンジ（きょうとひがしインターチェンジ）は、京都府京都市山科区にある、名神高速道路のインターチェンジである。なお、西大津バイパス（琵琶湖西縦貫道路を形成する）の藤尾南ランプに直結している。

## 概要

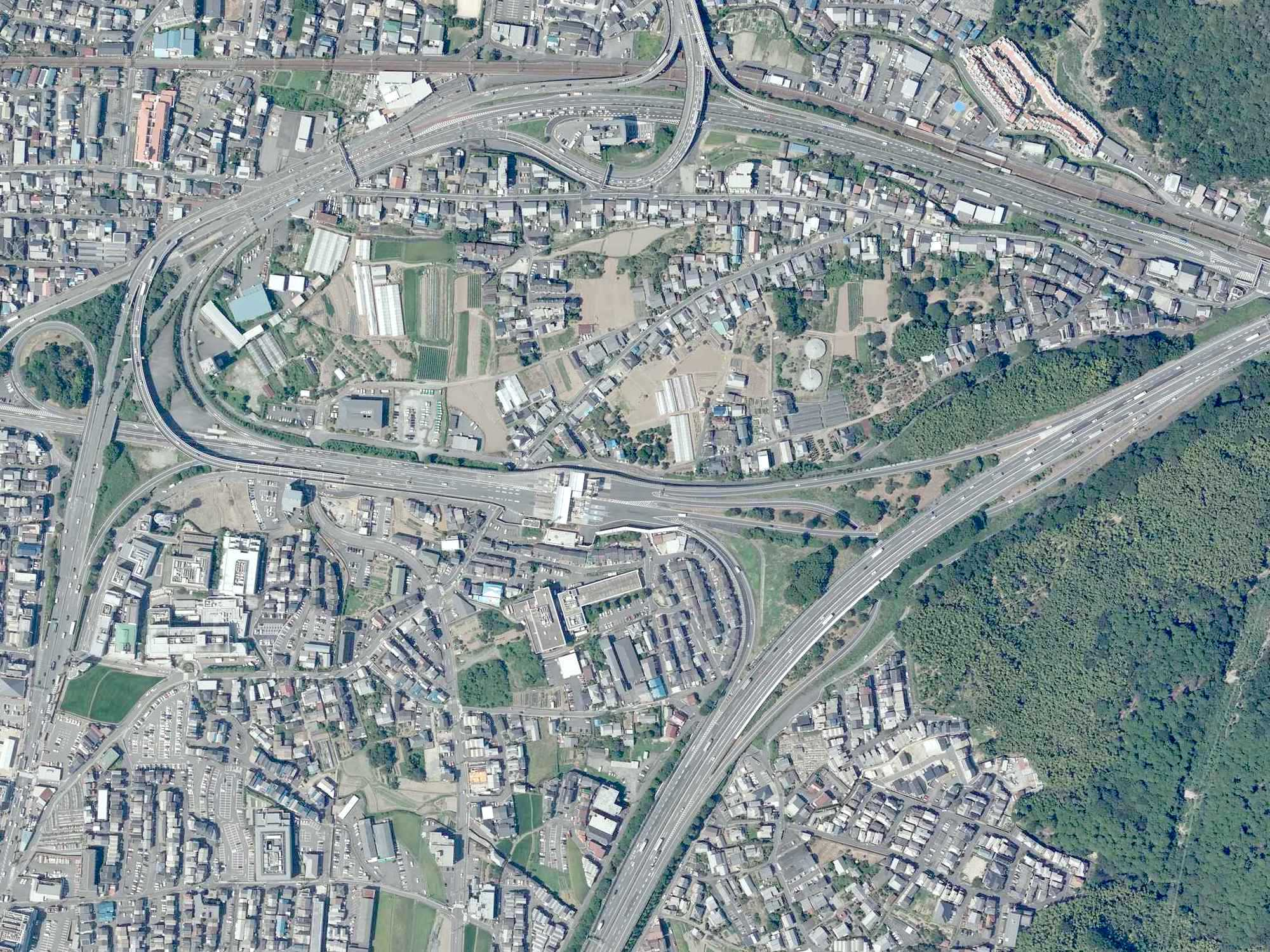
航空写真（2020年）

京都市と大津市の境界付近に存在する。名神高速の京阪神方面から大津市の一部地域や高島市へアクセスするのに有効な玄関口となっている。
このインターチェンジの開業によって、山科地域が交通の要衝として発展した。また株式会社SUBARUによれば、開業日、当ICから乗り入れた第一号車はスバル360だったという。

### 設計の変遷
初期の計画では国道1号の「京都バイパス」の東側終点として計画されており、国道1号との接続も大津市追分に設けられる予定であった。大津市域にも大きく跨る設計であったため「大津インターチェンジ」として建設が進められていた。その後、当初の予定であった「京都バイパス」が名神高速道路に編入され、新しく五条バイパスが建設されることとなったため国道1号との接続は京都市内にも設けられる計画となった。そして、接続時の線形の問題から京都市側のみに出入口が設けられる計画に変更され、また実際とは異なるトランペット型のインターチェンジが計画された。
しかし、出入口が京都だけに向けられたことと、大津市内でもないのに大津の名称を与えようとしたことに対して、大津市から反対の声があったこと、またトランペット型のインターチェンジでは山を大きく切り崩さなければならず工費の都合から困難とされ、日本道路公団は抜本的に計画を見直すこととなった。この計画変更によって、大津サービスエリアにインターチェンジを併設されることになり、形状もY型インターチェンジに変更された。
また、国道1号との接続部はロータリー交差点にすることが検討されたが、交通需要の予測が改訂されたことにより交通処理の方法が見直され、立体交差を用いた交通処理が行われることになった。

## 道路
- E1 名神高速道路（32番）

## 接続道路

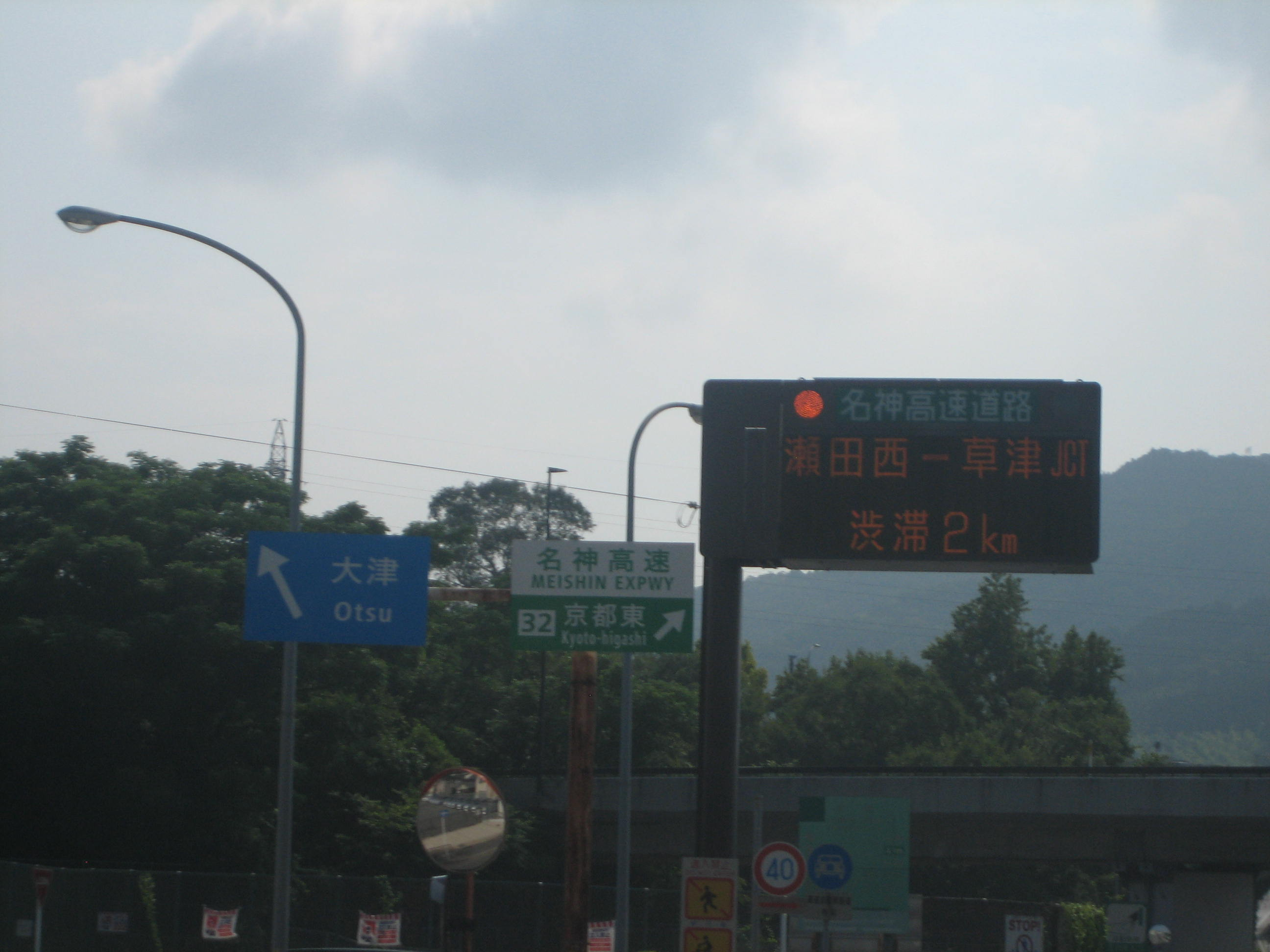
三条通方面からの京都東IC入口

- 国道1号（国道8号重複、五条バイパス）
- 国道161号（西大津バイパス）
- 京都府道143号四ノ宮四ツ塚線（三条通）

## 料金所
- ブース数：9

### 入口
- ブース数：4
  - ETC専用：1
  - ETC•一般：2
  - 一般：1

### 出口
- ブース数：5
  - ETC専用：3
  - 一般：2

## 周辺
- JR東海道本線・京都市営地下鉄東西線 山科駅
- 京阪京津線 四宮駅、追分駅、京阪山科駅
- 毘沙門堂
- 音羽山
- 山科本願寺
- 佛立寺

## 隣
E1 名神高速道路
(31)大津IC/SA - (32)京都東IC - (33,33-1,33-2)京都南IC